# Liste der Bodendenkmäler in Andechs
Auf dieser Seite sind die Bodendenkmäler in der oberbayerischen Gemeinde Andechs zusammengestellt. Diese Tabelle ist eine Teilliste der Liste der Bodendenkmäler in Bayern. Grundlage ist die Bayerische Denkmalliste, die auf Basis des Bayerischen Denkmalschutzgesetzes vom 1. Oktober 1973 erstmals erstellt wurde und seither durch das Bayerische Landesamt für Denkmalpflege geführt wird. Die folgenden Angaben ersetzen nicht die rechtsverbindliche Auskunft der Denkmalschutzbehörde.

## Bodendenkmäler der Gemeinde Andechs

### Bodendenkmäler im Ortsteil Erling-Andechs
| Lage                                  | Objekt | Akten-Nr.     | Bild           |
| ------------------------------------- | --- | ------------- | -------------- |
| Erling-Andechs (Standort)             | Straße der römischen Kaiserzeit (Teilstück der Trasse Gauting-Kempten). | D-1-8033-0021 |                |
| Erling-Andechs (Standort)             | Abschnittsbefestigung des frühen Mittelalters. | D-1-8033-0022 |                |
| Erling-Andechs (Standort)             | Siedlung der Bronzezeit und Burgstall des hohen Mittelalters (Alte Burg). | D-1-8033-0023 |                |
| Erling-Andechs (Standort)             | Burgstall des hohen Mittelalters (Burg Andechs) sowie untertägige spätmittelalterliche und frühneuzeitliche Befunde im Bereich von Kloster Andechs und der Katholischen Wallfahrts- und Benediktiner-Prioratskirche sowie ihrer Vorgängerbauten. | D-1-8033-0025 | weitere Bilder |
| Erling-Andechs (Standort)             | Verebnetes Grabenwerk vor- und frühgeschichtlicher Zeitstellung. | D-1-8033-0041 |                |
| Erling-Andechs (Standort)             | Grabhügel vorgeschichtlicher Zeitstellung. | D-1-8033-0044 |                |
| Erling-Andechs (Standort)             | Siedlung der römischen Kaiserzeit. | D-1-8033-0055 |                |
| Erling-Andechs (Standort)             | Siedlung und Brandgräber der römischen Kaiserzeit. | D-1-8033-0114 |                |
| Erling-Andechs (Standort)             | Siedlung der römischen Kaiserzeit. | D-1-8033-0117 |                |
| Erling-Andechs (Standort)             | Verebneter Grabhügel mit Kreisgraben vor- und frühgeschichtlicher Zeitstellung. | D-1-8033-0138 |                |
| Erling-Andechs (Standort)             | Hofwüstung des hohen und späten Mittelalters (Plattenberg). | D-1-8033-0176 |                |
| Erling-Andechs Besengaßl 2 (Standort) | Pfarrkirche St. Vitus Untertägige spätmittelalterliche und frühneuzeitliche Befunde im Bereich der Katholischen Pfarrkirche St. Veit in Erling und ihrer Vorgängerbauten.                                                                        | D-1-8033-0178 | weitere Bilder |
| Erling-Andechs (Standort)             | Abgegangene Kirche des Mittelalters und der frühen Neuzeit (St. Martin in Erling) mit zugehörigem Friedhof. | D-1-8033-0190 |                |

### Bodendenkmäler im Ortsteil Frieding
| Lage                              | Objekt | Akten-Nr.     | Bild                       |
| --------------------------------- | --- | ------------- | -------------------------- |
| Frieding (Standort)               | Verebnete Grabhügel vorgeschichtlicher Zeitstellung. | D-1-7933-0001 |                            |
| Frieding (Standort)               | Grabhügel mit Bestattungen der Hallstattzeit. | D-1-7933-0002 |                            |
| Frieding (Standort)               | Grabhügel vorgeschichtlicher Zeitstellung. | D-1-7933-0003 |                            |
| Frieding (Standort)               | Grabhügel vorgeschichtlicher Zeitstellung. | D-1-7933-0004 |                            |
| Frieding (Standort)               | Kreisgraben und Grabhügel vorgeschichtlicher Zeitstellung. | D-1-7933-0125 |                            |
| Frieding (Standort)               | Bestattungsplatz mit Grabgarten vor- und frühgeschichtlicher Zeitstellung. | D-1-7933-0138 |                            |
| Frieding (Standort)               | Bestattungsplatz mit Kreisgräben und Grabgarten vor- und frühgeschichtlicher Zeitstellung.                                                                                         | D-1-7933-0155 |                            |
| Frieding Pankrazweg 20 (Standort) | Kirche St. Pankratius Untertägige spätmittelalterliche und frühneuzeitliche Befunde im Bereich der Katholischen Kirche St. Pankratius in Frieding.                                 | D-1-7933-0221 |                            |
| Frieding (Standort)               | Grabhügel vorgeschichtlicher Zeitstellung. | D-1-8033-0032 | weitere Bilder             |
| Frieding (Standort)               | Grabhügel vorgeschichtlicher Zeitstellung. | D-1-8033-0034 | Bodendenkmal D-1-8033-0034 |
| Frieding (Standort)               | Verebnete Grabhügel vorgeschichtlicher Zeitstellung mit Bestattungen der römischen Kaiserzeit sowie Siedlung der Bronzezeit, der römischen Kaiserzeit und des frühen Mittelalters. | D-1-8033-0035 |                            |
| Frieding (Standort)               | Grabhügel vorgeschichtlicher Zeitstellung. | D-1-8033-0036 |                            |
| Frieding (Standort)               | Grabhügel vorgeschichtlicher Zeitstellung. | D-1-8033-0145 |                            |

### Bodendenkmäler im Ortsteil Machtlfing
| Lage                               | Objekt | Akten-Nr.     | Bild           |
| ---------------------------------- | --- | ------------- | -------------- |
| Machtlfing (Standort)              | Grabhügel mit Bestattungen der Bronzezeit und der Hallstattzeit. | D-1-8033-0031 |                |
| Machtlfing (Standort)              | Grabhügel mit Bestattungen der Bronzezeit, der Hallstattzeit und der römischen Kaiserzeit.                                                                                                 | D-1-8033-0037 |                |
| Machtlfing (Standort)              | Villa rustica der römischen Kaiserzeit. | D-1-8033-0045 |                |
| Machtlfing (Standort)              | Villa rustica der römischen Kaiserzeit. | D-1-8033-0050 |                |
| Machtlfing (Standort)              | Grabhügel mit Bestattungen der Hallstattzeit. | D-1-8033-0051 |                |
| Machtlfing (Standort)              | Grabhügel mit Bestattungen der Hallstattzeit. | D-1-8033-0053 |                |
| Machtlfing (Standort)              | Schanze der frühen Neuzeit. | D-1-8033-0054 |                |
| Machtlfing (Standort)              | Abschnittsbefestigung vor- und frühgeschichtlicher Zeitstellung. | D-1-8033-0118 |                |
| Machtlfing (Standort)              | Grabhügel vorgeschichtlicher Zeitstellung. | D-1-8033-0135 |                |
| Machtlfing Kirchenweg 8 (Standort) | Pfarrkirche St. Johann Baptist Untertägige mittelalterliche und frühneuzeitliche Befunde im Bereich der Katholischen Pfarrkirche St. Johann Baptist in Machtlfing und ihres Vorgängerbaus. | D-1-8033-0183 | weitere Bilder |
| Machtlfing (Standort)              | Untertägige spätmittelalterliche und frühneuzeitliche Befunde im Bereich der Katholischen Kirche Unsere Liebe Frau in Machtlfing und ihres Vorgängerbaus.                                  | D-1-8033-0184 |                |

### Bodendenkmäler im Ortsteil Traubing
| Lage                | Objekt                                                           | Akten-Nr.     | Bild |
| ------------------- | ---------------------------------------------------------------- | ------------- | ---- |
| Traubing (Standort) | Grabhügel mit Bestattungen der Bronzezeit und der Hallstattzeit. | D-1-8033-0148 |      |